# Euphorbia graciliramea
Euphorbia graciliramea är en törelväxtart som beskrevs av Ferdinand Albin Pax. Euphorbia graciliramea ingår i släktet törlar, och familjen törelväxter. Inga underarter finns listade i Catalogue of Life.

## Bildgalleri

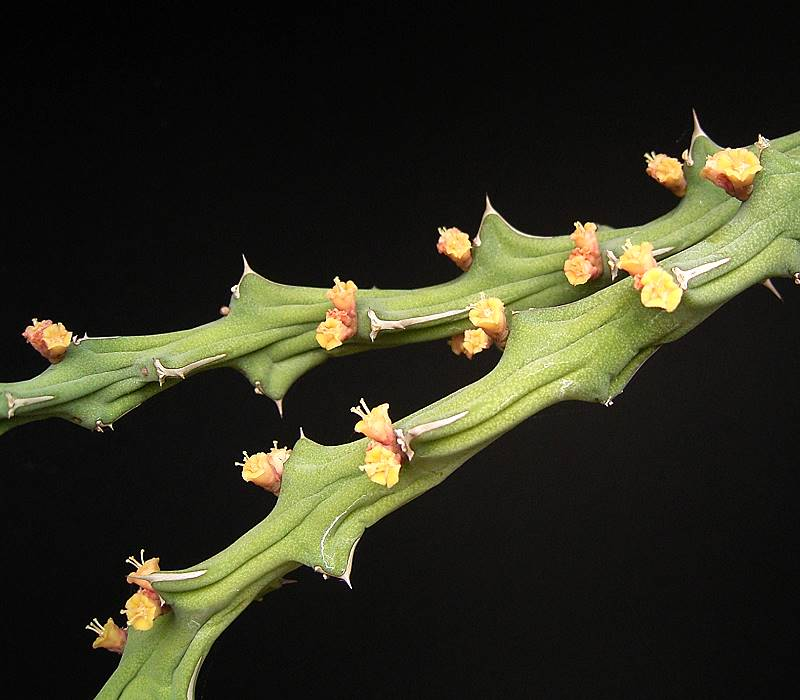
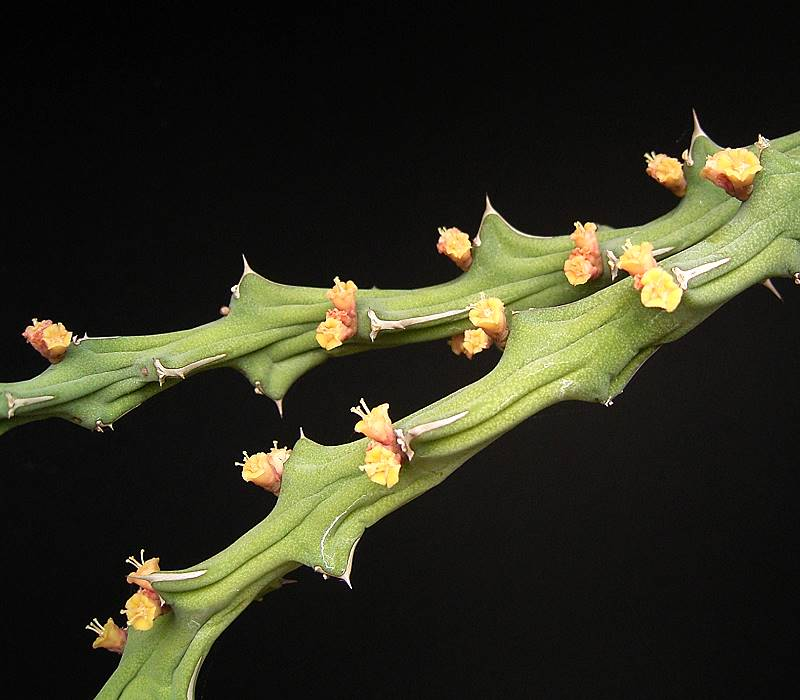